# Jillian Wolgemuth
Pour les articles homonymes, voir Wolgemuth.
Jillian Wolgemuth est une joueuse américaine de hockey sur gazon. Elle évolue au poste de défenseure au Nook Hockey et avec l'équipe nationale américaine.

## Biographie
- Naissance le 28 avril 1998 à Mount Joy.
- Élève à l'Université Duke.

## Carrière
Elle a fait ses débuts en équipe première le 15 mai 2021 contre la Belgique à Anvers lors de la Ligue professionnelle 2020-2021.